# Cacique (brigue 1833)
Cacique foi um brigue operado pela Armada Imperial Brasileira de 1833 a 1838. O navio media 30,48 metros de comprimento, 11,88 metros de boca e 7,31 metros de pontal. Era propulsado à vela e tinha como meio ofensivo duas colubrinas de calibre 9 e 14 caronadas de calibre 18. A embarcação foi a segunda a ostentar o nome Cacique na armada. A incorporação se deu em 23 de agosto de 1833, com seu primeiro comandante o então Primeiro-Tenente Joaquim Marques Lisboa. Cacique participou de combates relacionados à Cabanagem de 1834 a 1838. Foi desarmado em 23 de agosto de 1838.